# María de Aragón (m. 1267)
María de Aragón (1247-1267) fue una infanta de Aragón, hija de Jaime I de Aragón y de su segunda esposa, la reina Violante de Hungría.

## Vínculos familiares
Por parte paterna era nieta de Pedro II y de María de Montpellier y, por parte materna del rey Andrés II de Hungría, de la dinastía de los Árpádes, y de su esposa, la reina Violante de Courtenay. Era hermana de Pedro III el Grande y de Jaime II de Mallorca y, al mismo tiempo, hermana de la reina Violante de Aragón, esposa de Alfonso X el Sabio, rey de Castilla y León. 

## Biografía
Bernat Desclot, quien debió conocer a la infanta María, la describió con ocasión de la boda su hermano Pedro III el Grande con Constanza de Hohenstaufen en 1262 en los siguientes términos:

E aqui fo lo rey d'Arago En Jaume ab gran cavalleria, e l'infant En Pere, e l'infant En Jaume, e llur germana dona Maria, qui era donzella e era de les pus belles dones del mon. 

[Y aquí estuvo el rey de Aragón Jaime con gran caballería, y el infante Pedro, y el infante Jaime, y su hermana doña María, que era doncella y era de las más bellas mujeres del mundo.]
Bernat Desclot, Llibre del rei en Pere d'Aragó e dels seus antecessors passats, cap. LI

A pesar de varios proyectos matrimoniales, incluyendo un plan del Papa para unirla a Carlos de Anjou, que sería el principal oponente de Pedro III el Grande en la expansión mediterránea, murió joven sin contraer matrimonio.
Fue monja en el Monasterio de Sigena, pues está documentado que su hermano, el futuro Pedro III el Grande de Aragón fue a visitarla allí.[cita requerida]
Las crónicas de la época sitúan su fallecimiento en 1267, y así consta en los Anales de la Corona de Aragón, escritos por Jerónimo Zurita a mediados del siglo XVI, en los que se refiere que:

De Tarazona se vino el rey (Jaime I) a Zaragoza, con propósito de ir al reino de Valencia, y tuvo la fiesta de navidad en Alcañiz y del Año Nuevo (1267) en Tortosa, y llegado a Valencia, supo que la infanta María su hija, había fallecido en Zaragoza, y teniendo determinado que fuese enterrada en Vallbona con la reina su madre, queriendo venir a su enterramiento, los vecinos de Zaragoza, contra la voluntad de los ricoshombres y caballeros que allí se hallaron, la enterraron en la iglesia mayor de San Salvador, y el rey se detuvo en Valencia.
Jerónimo Zurita, Anales de la Corona de Aragón.

## Sepultura

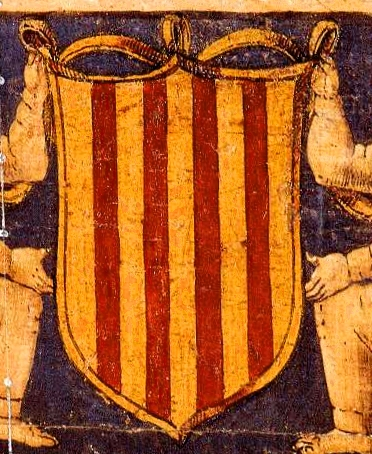
Escudo del Señal Real de Aragón del en el ataúd de la infanta María conservado en la Seo de Zaragoza.

Por expreso deseo de los habitantes de Zaragoza, la infanta María tuvo sepultura en la Catedral de San Salvador de dicha ciudad. En este acto influyó la ausencia de su padre, Jaime I el Conquistador, cuyo deseo era que sus restos reposaran junto con los de su madre, la reina Violante de Hungría, en el Real Monasterio de Santa María de Vallbona.
Sus restos fueron depositados hacia 1525 en una arqueta funeraria renacentista que, aunque en su origen estaba destinada a ser expuesta en el presbiterio, permaneció oculta por mucho tiempo en la Catedral de la Seo, y fue redescubierta en 1994.
La localización del ataúd en el presbiterio de la Seo zaragozana se documenta en el testimonio de una visita de tipo pastoral que hizo el arzobispo don Hernando de Aragón en 1547 y que describe el ataúd como 

una sepultura pequeña de madera pintada con los escudos y armas de Aragón de la infanta doña María hija del rey don Jaime el primero, la cual murió niña.
Visita del arzobispo Hernando de Aragón, 1547.

En 1695 la arqueta se encontraba «en una capilla pequeña con las armas de Aragón que está en el nicho de la pared a la parte del Evangelio», como consta en documento redactado con motivo de la visita al templo del arzobispo Antonio Ibáñez de la Riva Herrera. Fue ocultada bajo un repostero en el siglo XVIII hasta que fue vuelta a sacar a la luz durante las obras de restauración de la catedral en 1994. El sepulcro, de madera pintada y cubierto con tapa a dos aguas, lleva en una de las caras de su cobertura la representación de la finada coronada, yacente y vestida de blanco en señal de virginidad y felicidad.
Vicente de la Fuente, historiador del siglo XIX, escribió sobre la urna funeraria que conservaba los restos de la infanta María en la Seo de Zaragoza:

En una hornacina del presbiterio de la Seo está enterrada una hija del rey Jaime el Conquistador, al lado del Evangelio. Aunque no he copiado su epitafio, tengo un dibujo tosco de él en un manuscrito del licenciado Gondino de Lobera, capellán del arzobispo, el cual dice así: «Infanta Donna María, fija del rei Don Jaime I, que se intituló feliz.» Dicho capellán añade lo siguiente: Hay de esta infanta Doña María una capellanía en la Seo, de D (500) ducados de renta. Murió en Daroca y sus huesos fueron traídos sin faltar cosa. Yo he tenido su cabeza en mis manos, y se puede creer que era santa, porque huele bien. Era ya mujer formada: está con corona de oro pintada al natural y con hábito a lo antiguo de los frailes y comendadores de la Merced, y era muy hermosa, y por el retrato parescía harto a su padre. Tuvo veinticinco años, porque aquella cifra antigua quería decir, Vixit V lustra.
Vicente de la Fuente.

José María Quadrado Nieto describió el féretro de la infanta María en la catedral zaragozana de la siguiente forma:

Ocúltase tras de los paños del Evangelio el ataúd de madera que contiene los huesos y lleva en su cubierta la efigie de María, hija de Jaime I el Conquistador, y la menor de las habidas en su segunda esposa, Violante; muerta en Zaragoza en 1267, los vecinos la sepultaron en aquel sitio contra la voluntad de los ricoshombres y caballeros, que iban a trasladar el cadáver al Monasterio de Vallbona.
José María Quadrado Nieto.

En la actualidad, sus restos descansan en la Seo de Zaragoza.